# South Fulton (Géorgie)
Pour les articles homonymes, voir South Fulton.
South Fulton est une municipalité américaine située dans le comté de Fulton en Géorgie. Lors de sa création, en 2017, elle compte près de 100 000 habitants.

## Histoire
Au milieu des années 2000, un mouvement d'incorporation touche les communautés riches et blanches du nord du comté de Fulton, comté dont le conseil est dominé par des démocrates afro-américains. Ces communautés estiment alors payer trop d'impôts pour le sud plus défavorisé,. En 2007, un référendum est organisé pour créer une municipalité rassemblant les derniers territoires non-incorporés du sud du comté de Fulton. La proposition est rejetée par 85 % des électeurs.
Près de dix ans plus tard, le 2 novembre 2016, les habitants du sud du comté votent cette fois-ci à 59 % en faveur de leur incorporation. South Fulton devient officiellement une municipalité le 1er mai 2017. Le 13 novembre, le conseil municipal de la ville choisit d'adopter le nom de Renaissance, à partir de 250 propositions. Le changement de nom est entériné le 14 décembre mais le maire de la ville, Bill Edwards, oppose son veto quelques jours plus tard.

## Démographie
En décembre 2016, la population de South Fulton est estimée à 95 158 habitants et majoritairement afro-américaine.
| Groupe                           | South Fulton | Géorgie | États-Unis |
| -------------------------------- | ------------ | ------- | ---------- |
| Afro-Américains                  | 89,5         | 32,0    | 13,3       |
| Blancs                           | 6,2          | 61,2    | 76,9       |
| Métis                            | 2,1          | 2,1     | 2,6        |
| Asiatiques                       | 0,8          | 4,1     | 5,7        |
| Amérindiens                      | 0,2          | 0,5     | 1,3        |
|                                  |              |         |            |
| Hispaniques et Latino-Américains | 2,8          | 9,4     | 17,8       |

South Fulton est la municipalité des Etats-Unis avec le plus haut taux d'Afro-américains. 
| 2010   | 2020    | - | - | - | - |
| ------ | ------- | - | - | - | - |
| 85 769 | 107 436 | - | - | - | - |